# 张震泽
张震泽（1911年10月—1992年），字溥东、一泓，男，汉族，山东长清人，中国古文字学家、训诂学家、古典文学研究家、书法家，曾任中华诗词学会顾问。